# 1965년 서울 급행버스
다음은 1965년 11월 16일 시행된 서울 급행버스의 운행 인가 내용이다.

## 급행 버스
- 41번 삼양여객 10대 안양-대림동-대방동-용산-서울역-시청
- 42번 동화여객 20대 구로동-영등포-노량진-삼각지-서울역
- 43번 대륙교통 6대 김포-제2한강교-신촌-아현동-서소문-시청
- 45번 신성교통 20대 갈현동-서대문-세종로-퇴계로-필동-종로3가-화신-세종로-서대문-갈현동 10대는 불광동에서 출발.
- 51번 한진관광 20대 미아리-돈암동-혜화동-원남동-중앙청-서울역-시청-을지2가-청계5가-혜회동-미아리 좌우순환
- 71번 영진교통 20대 미아동-종암동-신설동-동대문-청계천-세종로-서울역-숙대입구-효창동 4대는 수유지서에 배차
- 72번 신흥교통 20대 휘경동-동대문-청계천로-청계3가-필동-퇴계로-신세계-서울역-동자동-후암동
- 73번 동일여객 24대 신석동-마포-아현동-서대문-서울역-세종로-종로2가-청계천-동대문-신설동-용두동
- 74번 한일교통 20대 천호동-왕십리-운동장-청계천-필동-퇴계로-신세계-서울역 10대는 건국대에서 출발
- 75번 대일여객 20대 금호동-문화동-신당동-을지6가-청계천-세종로-시청-서울역 7대는 금호동지서에 출발
- 76번 삼양여객 30대 보광동-소방서-약수동-광희동-청계천-종로2가-세종로-문화촌
- 77번 우성교통 20대 동작동-서울역-시청-세종로-종로2가-청계2가-청계6가-동대문-숭인동-신설동
- 78번 현대교통 20대 세브란스-아현동-서대문-세종로-종로-청계천-을지6가-왕십리-행당동-마장동 10대는 노고산에서 배차
- 79번 일진교통 20대 응암동-서대문-서울역-남대문-신세계-회현동-필동-청계천로-동대문-보문동-돈암동
- 91번 대륙교통 34대 문래동-당산동-신촌-아현동-서소문-시청-서울역-퇴계로-광희동-약수동 14대는 서교동에서 배차
- 92번 동일여객 10대 상도동-삼각지-남대문-신세계동-퇴계로-쌍림동-청계5가-동대문

## 참고 자료
- 조선일보 1965년 11월 17일자 4면

## 같이 보기
- 1964년 서울시내버스 노선번호 개편
- 1966년 서울시내버스 노선번호 개편
- 1970년 서울시내버스 노선번호 개편
- 2004년 서울특별시 버스 개편